# Dany Verlinden
Daniël Verlinden, detto Dany (Aarschot, 15 agosto 1963), è un allenatore di calcio ed ex calciatore belga, di ruolo portiere, preparatore dei portieri del Cercle Bruges.

## Biografia
Suo figlio Thibaud è anch'egli calciatore professionista.

## Carriera
Ha trascorso gran parte della sua carriera (16 stagioni) nel Club Bruges diventandone una bandiera. Non riuscì a farsi strada nella nazionale belga poiché chiuso prima da Michel Preud'homme e poi da Filip De Wilde.
Soprannominato The Wall ("Il muro"), detiene il record europeo di imbattibilità con 1390' senza subire gol,  stabilito tra il 3 marzo e il 26 settembre 1990.
Ha inoltre detenuto il primato di calciatore più anziano a disputare una partita di UEFA Champions League, a 40 anni 3 mesi e 24 giorni; record poi battuto da Alessandro Costacurta.

## Palmarès

### Giocatore

#### Club
- Supercoppa belga: 9

Bruges: 1988, 1990, 1991, 1992, 1994, 1996, 1998, 2002, 2003
- Campionato belga: 5

Bruges: 1989-1990, 1991-1992, 1995-1996, 1997-1998, 2002-2003
- Coppa del Belgio: 5

Bruges: 1991, 1995, 1996, 2002, 2004

#### Individuali
- Portiere dell'anno del campionato belga: 2

1993, 2003